# Birgittinorden

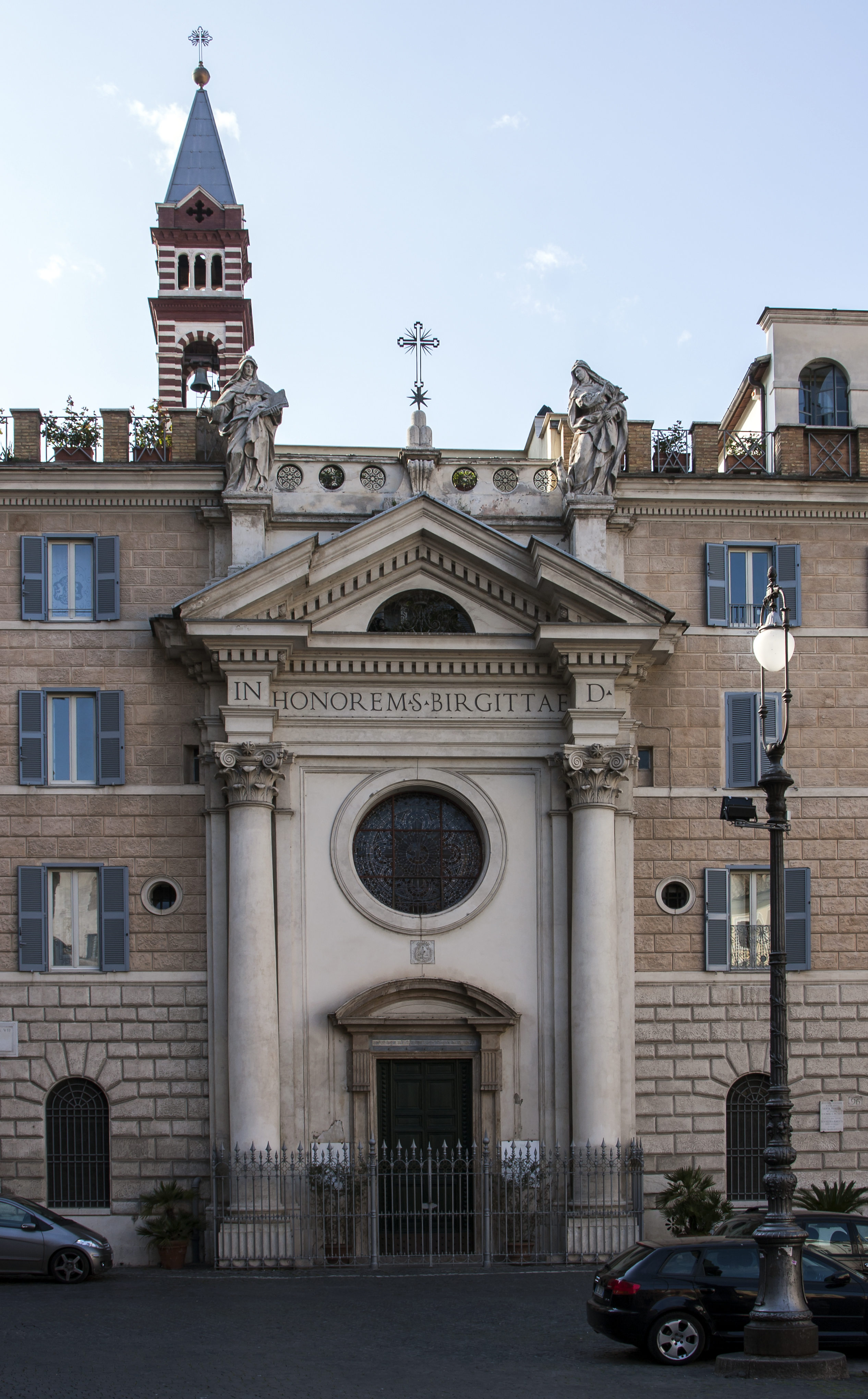
Birgittahuset i Rom.

Birgittinorden, även Birgittinerorden, egentligen Den heliga (allraheligaste) Frälsarens orden (latin: Ordo Sanctissimi Salvatoris, O.SS.S) är en katolsk klosterorden grundad 1370 i Sverige av heliga Birgitta.
Fram till reformationen fanns i Vadstena ett birgittinskt dubbelkloster med både kvinnlig och manlig gren.

## Ordensregel
Birgittinordens ordensregel från omkring 1345 ingår i Den heliga Birgittas himmelska uppenbarelser och är utgiven på svenska i översättning av Tryggve Lundén. Regeln ingår i band 4 av hans utgåva. En nunna inom birgittinorden känns igen på sin dräkt, föreskriven i Uppenbarelserna. De bär en grå fotsid dräkt. Huvudbonaden är ett dok, över vilket systrarna bär en svart slöja. Ovanpå slöjan är fäst "en krona av vitt tyg, i vilken är insydd fem små stycken av rött tyg, så att de ser ut som fem droppar; det första lilla stycket skall vara vid pannan, det andra i nacken, det tredje och fjärde vid öronen och det femte mitt på hjässan, så att det hela liknar ett kors. Denna krona skall man fästa med en nål mitt på huvudet ... till ett tecken på återhållsamhet och kyskhet."

## Fyra ordensgrenar
Idag finns fyra grenar av birgittinorden:

### Den medeltida grenen
Denna har sedan 2017 två självständiga nunnekloster (inga munkar längre).
- Maria Refugie – Uden, Nederländerna
- Pax Mariae – Vadstena

Tidigare kloster innefattade Altomünster i Tyskland (upplöst 2017) och Syon Monastery i England (upplöst 2011).

### Spanska grenen
Denna grundades på 1630-talet av Marina de Escobar. Den har fem självständiga kloster i Spanien och fyra i Mexiko. Den spanska grenen hade redan från början endast kvinnliga medlemmar. 

### Romerska grenen

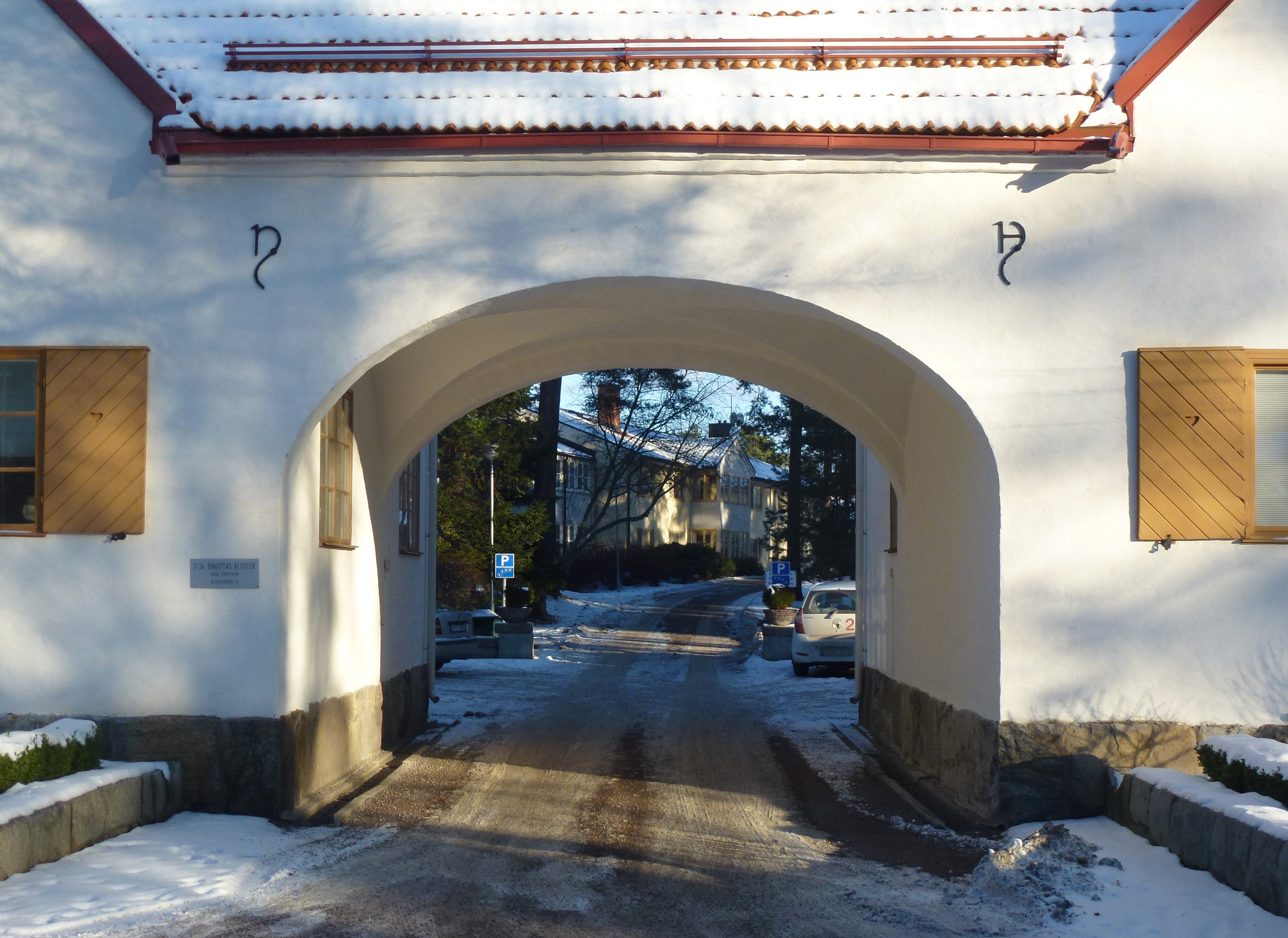
Birgittasystrarnas kloster, Djursholm.

Denna gren grundades år 1911 av svenskan Elisabeth Hesselblad. Moderhuset finns i Rom med ett 50-tal kommuniteter över hela världen, bland annat i Birgittasystrarnas kloster, Djursholm och Birgittagården i Falun. 
I Vadstena där Birgittinordens moderkloster låg under medeltiden, hade den svenska grenen en kommunitet med gästhem mellan 1935 och 1963. Denna verksamhet blev sedan ombildad till klostret Pax Mariae, som tillhör den medeltida grenen.

### Birgittinska munkar
Sedan 1976 finns ett självständigt munkkloster i Oregon,  USA.

## Kloster
Ett birgittinkloster avser ett kloster som följer Heliga Birgittas instiftade klosterregler. De var ursprungligen kloster för både munkar och nunnor och leddes av en abbedissa.
I Sverige var Vadstena kloster ett birgittinkloster och dessutom birgittinerordens moderkloster. Det fanns också birgittinkloster i Nådendal i Finland, i Maribo och Mariager i Danmark, i Bergen (Munkeliv) i Norge, i Tallinn i Estland, i London (Syon House) i England, Altomünster i Bayern liksom en del kloster på andra ställen i Europa.

### Svenska kloster
- Birgittasystrar O.Ss.S. (medeltida grenen)
  - Vadstena kloster, Vadstena, Östergötland, 1384-1595 (moderkloster för hela orden) samt 1935–1963
  - Nådendals kloster, Nådendal, Egentliga Finland (dåvarande Sverige), 1438–1591.
  - S:ta Birgittas Abbedi Pax Mariae, Vadstena Östergötland, 1963–
- Birgittasystrar O.Ss.S. (romerska grenen, grundad 1911)
  - Birgittasystrarnas kloster, Djursholm, Uppland, 1923–
  - Birgittasystrarnas kloster, Falun, Dalarna, 1968–

## Några årtal i ordens historia
- 1303 - Birgitta föds.
- 1344/46 - Birgittas make Ulf Gudmarsson dör och Birgitta får sin kallelse som profet.
- 1346 - Kung Magnus och drottning Blanka testamenterar den 1 maj Vadstena kungsgård till att bli ett kloster.
- 1347 - Kungaparet testamenterar i sitt norska testamente en stor summa pengar till klosterbygge i Vadstena.
- 1349 - Birgitta reser till Rom.
- 1368 - Påven Urban V möter kejsar Karl IV i Rom den 21 oktober och Birgittas profetia uppfylls.
- 1370 - Påven Urban V godkänner Birgittas ordensregel i kraftigt modifierad form.
- 1373 - Birgitta åter i Rom. Skriver sitt sista brev till påven och ber honom återvända till Rom. Birgitta dör 23 juli. Hennes kvarlevor förs hem till Sverige av barnen Katarina och Birger.
- 1374 - Birgittas kvarlevor skrinläggs i Vadstena den 4 juli. En första samling av Birgittas mirakler läggs fram av ärkebiskop Birger Gregersson.
- 1376 - Ny mirakelsamling sammanställs av biskop Nils Hermansson.
- 1377 - De två första framställningarna om Birgittas kanonisation görs i Rom. Alfonso Pecha de Vadaterra lägger fram den första utgåvan av Birgittas ”Himmelska uppenbarelser”. Påven Gregorius XI flyttar tillbaka påvestolen från Avignon till Rom.
- 1378 - En tredje framställan om Birgittas kanonisation görs i Rom. Birgittas klosterregel fastställs.
- 1379 - Kanonisationsprocessen öppnas. Påven utser fyra kardinaler att leda undersökningen.
- 1384 - Klostret i Vadstena invigs.
- 1391 - Den 7 oktober helgonförklaras Birgitta.
- 1396 - Vid ett kyrkomöte i Arboga utses den heliga Birgitta till Sveriges skyddshelgon.
- 1430 - Vadstena klosterkyrka invigs.
- 1492 - Den första fullständiga utgåvan på latin av Birgittas ”Himmelska uppenbarelser” trycks i Lübeck av Bartholomæus Gothan på uppdrag av Vadstena kloster.
- 1495 - Ett tryckeri inrättas i Vadstena kloster, det första i Sverige. Det förstörs redan efter ett halvår i en eldsvåda.
- 1543 - Gustav Vasa förseglar brevskåpen i Vadstena kloster och låter föra bort otaliga böcker.
- 1595 - De kvarvarande nunnorna tvingas lämna Vadstena kloster och flyr till Polen.
- 1638 - Den sista birgittinernunnan från Vadstena dör i Polen.
- 1911 - Elisabeth Hesselblad får påvligt tillstånd att inleda ett eget novisiat för Heliga Birgittas systrar.
- 1929 - Elisabeth Hesselblad och hennes birgittinska kongregation övertar med påvens hjälp Birgittas hus vid Piazza Farnese i Rom.
- 1935 - Birgittasystrar öppnar ett vilohem i Vadstena.
- 1942 - Påven Pius XII ger Elisabeth Hesselblads romerska kongregation ställning som tillhörande ”Den allra heligaste Frälsarens och Sankta Birgittas Orden”.
- 1963 - Sankta Birgittas kloster Pax Mariæ grundas i Vadstena från birgittinklostret i Uden, Nederländerna.
- 1991 - Moder Karin Adolfsson vigs till första abbedissan i Vadstena sedan 1595.
- 1999 - Den heliga Birgitta utses av påven Johannes Paulus II till ett av Europas tre kvinnliga skyddshelgon.
- 2000 - Moder Elisabeth Hesselblad beatificeras (saligförklaras) av påven Johannes Paulus II.
- 2015 - Påven Franciskus tillkännager att Moder Elisabeth Hesselblad skall helgonförklaras.
- 2016 - Elisabeth Hesselblad helgonförklaras den 5 juni.